# Курбанов, Магсуд Рустам оглы
Магсуд Рустам оглы Курбанов (азерб. Maqsud Rüstəm oğlu Qurbanov) — азербайджанский учёный, доктор биологических наук (1984), профессор, член-корреспондент НАНА (2001).

## Биография
Магсуд Курбанов родился 9 мая 1941 года в селе Карабагляр Шарурского района Нахичеванской АССР Азербайджанской ССР.
Окончил биологический факультет Бакинского государственного университета. В 1984 году защитил диссертацию на соискание ученой степени доктора биологических наук по специальности 03.00.05 — Ботаника по теме «Научные основы комплексной оценки семеношения и повышения качества семян древесных растений при интродукции».
М. Курбанов — ведущий научный сотрудник Центрального ботанического сада НАН Азербайджана.
В 2001 году М. Курбанов был избран член-корреспондентом НАНА.

## Научная деятельность
Основные научные исследования М. Курбанова посвящены проблемам интродукции, биологии и экологии растений, а также генетико-селекционным основам семеноведения.
Им разработаны:
- Метод графически-интегральной оценки успешности интродукции растений
- Метод повышения качества семян с применением биологически активных веществ
- Универсальная классификация для дешифрирования рентгенограммы семян
- Объективная шкала для оценки качества семян
- Классифиция экологических групп растений, произрастающих на техногенных ландшафтах

В результате исследований выявлен коэффициент роста растений, плодов и семян с математическим моделированием.

### Некоторые научные работы
- Курбанов М. Р. Семена древесных пород. Методы  рентгенографического анализа. — Москва: Госкомлес СССР, 1968. — 22 с.
- Курбанов М. Р. Рентгенография семян с увеличенным изображением // Бюллетень ГБС АН СССР. — Москва: Наука, 1984. — Вып. 133. — С. 97—101.
- Курбанов М. Р. Прогнозирование плодоношения маслины Европейской на Апшероне // Бюллетень ГБС АН СССР. — Москва: Наука, 1989. — Вып. 152. — С. 42—46.
- Курбанов М. Р. Особенности строения семян некоторых редких и исчезающих видов древесных растений Кавказа, интродуцированных на Апшероне // Бюллетень ГБС АН СССР. — Москва: Наука, 1991. — Вып. 160. — С. 80—84.
- Курбанов М. Р. Особенности органогенеза нетрадиционных растений в экстремальных условиях // International  Sympozium "New and nontraditional plants and prospects of their utilization". — Москва, 2001. — Т. 1. — С. 305—307.